# Конари (Стшелінський повіт)
Конари (пол. Konary) — село в Польщі, у гміні Пшеворно Стшелінського повіту Нижньосілезького воєводства.
Населення — 222 особи (2011).
У 1975-1998 роках село належало до Валбжиського воєводства.

## Демографія
Демографічна структура станом на 31 березня 2011 року:
|          | Загалом | Допрацездатний вік | Працездатний вік | Постпрацездатний вік |
| -------- | ------- | ------------------ | ---------------- | -------------------- |
| Чоловіки | 120     | 25                 | 83               | 12                   |
| Жінки    | 102     | 27                 | 52               | 23                   |
| Разом    | 222     | 52                 | 135              | 35                   |